# Eurytoma armenica
Eurytoma armenica är en stekelart som beskrevs av Zerova och Fursov 1991. Eurytoma armenica ingår i släktet Eurytoma och familjen kragglanssteklar.
Artens utbredningsområde är Armenien. Inga underarter finns listade i Catalogue of Life.